# EIDAS
Il Regolamento europeo per l'identificazione elettronica e servizi fiduciari per le transazioni elettroniche nel mercato interno (abbreviato in eIDAS, acronimo di electronic IDentification, Authentication and trust Services, ufficialmente regolamento (UE) n. 910/2014), è un regolamento dell'Unione europea, che riguarda l'identificazione elettronica e i servizi fiduciari per le transazioni elettroniche nel Mercato europeo comune.
Il regolamento sostituisce la precedente direttiva 1999/93/EC.
Nel 2023, una proposta di modifica della legge consentirebbe a qualsiasi governo dell'UE di eseguire attacchi man-in-the-middle e di spiare tutti i messaggi Internet, comprese le comunicazioni criptate. La proposta è stata condannata da gruppi di ricercatori di sicurezza informatica, ONG e società civile, in quanto minaccia ai diritti umani, alla privacy e alla dignità.

## Descrizione
L'eIDAS è pensato per regolamentare la firma elettronica, i trasferimenti di denaro e altri tipi di transazioni elettroniche nel mercato unico europeo. Ha permesso di creare standard unici per la firma elettronica, certificati digitali, marche temporali, e altre forme di autenticazione elettronica, consentendo di sostituire documenti cartacei con equivalenti digitali con lo stesso valore legale e aventi riconoscimento ufficiale in tutti i paesi dell'Unione europea. 
I paesi membri dell'UE sono tenuti a riconoscere le firme elettroniche che rispettano gli standard fissati dall'eIDAS.
L'eIDAS è stato implementato nei sistemi di autenticazione digitale già in uso in alcuni paesi d'Europa, in particolare Germania (Vertrauensdienstegesetz), Italia (SPID) e Austria (Signaturgesetz).